# Данска на Европском првенству у атлетици на отвореном 1934.
Данска је учествовала на 1. Европском првенству у атлетици на отвореном 1934. одржаном у Торинуу од 7. до 9. септембра. Репрезентацију Данске представљала су два атлетичара који су се такмичили у 4 дисциплине.
На овом првенству представници Данске нису оборили ниједан рекорд. Делили су 13. место по броју освојених медаља са једном бронзаном медаљом.
У табели успешности према броју и пласману такмичара који су учествовали у финалним такмичењима (првих 8 такмичара) Данска је са 3 пласмана у финалу заузела 13. место са 9 бодова, од 18 земаља које су имале представнике у филану, од укупно 23 земље учеснице.
| Пл. | Земља  | 1.    | 2.    | 3.    | 4.    | 5.    | 6.    | 7.    | 8.    | Бр. фин. Бод. |
| --- | ------ | ----- | ----- | ----- | ----- | ----- | ----- | ----- | ----- | ------------- |
| 13. | Данска | 0 - 0 | 0 - 0 | 1 - 6 | 0 - 0 | 0 - 0 | 0 - 0 | 1 - 2 | 1 - 1 | 3 - 9         |

## Учесници
Мушкарци:
- Хенри Нилсен — 10.000 м
- Ингвард Андерсен — Скок увис, Скок удаљ, Троскок

## Резултати

### Мушкарци
| Атлетичар        | Дисциплина | Лични рекорд | Квалификације | Квалификације | Финале   | Финале | Детаљи   |
| Атлетичар        | Дисциплина | Лични рекорд | Резултат      | Место         | Резултат | Место  | Детаљи   |
| ---------------- | ---------- | ------------ | ------------- | ------------- | -------- | ------ | -------- |
| Хенри Нилсен     | 10.000 м   |              |               |               | 31:27.4  |        | стр. 360 |
| Ингвард Андерсен | скок увис  | 1,82         | 1,70          | 8 / 9         | стр. 361 |        |          |
| Ингвард Андерсен | скок удаљ  | 7,22         | 6,75          | 9 / 15        | стр. 361 |        |          |
| Ингвард Андерсен | троскок    | 14,26        | 14,02         | 7 / 11        | стр. 361 |        |          |